# 1r Front d'Ucraïna
El 1r Front d'Ucraïna (rus: 1-й Украинский фронт; ucraïnès: Перший Український фронт) també anomenat 1r Front Ucraïnès era un Front de l'Exèrcit Roig durant la Segona Guerra Mundial. Aquesta formació era equivalent a un Grup d'exèrcits occidental.

## Durant la Guerra
El 20 d'octubre de 1943, el fins llavors Front de VorÓnej va passar a anomenar-se 1r Front Ucraïnès. Aquest canvi de nom reflectia l'avanç cap a l'oest que estava realitzant l'Exèrcit Roig en la seva campanya contra la Wehrmacht alemanya, deixant Rússia al darrere i endinsant-se a Ucraïna. El front participà o disputà batalles a Ucraïna, Polònia, Alemanya i Txecoslovàquia entre 1944 i 1945.
Durant 1944, el Front participà, conjuntament amb d'altes fronts, a les batalles de Korsun-Ixevtxenkivski i a la Batalla de Hube. Dirigí l'Ofensiva de Lviv-Sandomierz, durant la qual el Front estava compost pel 1r Exèrcit Blindat de la Guàrdia, el 3r Exèrcit Blindat de la Guàrdia, el 4t Exèrcit Blindat de la Guàrdia, el 3r Exèrcit de la Guàrdia, el 5è Exèrcit de la Guàrdia, el 13è Exèrcit, el 38è Exèrcit i el 60è Exèrcit. Amb aquestes forces participà en la Batalla de Ternopil.
El 1945, el Front participà en l'Ofensiva del Vístula-Oder i portà a terme les ofensives de Sil·lèsia i Praga, així com el setge de Breslau. També participà en les operacions de Berlín; i portà a terme la tasca principal de l'encerclament de Halbe, en la que la major part del 9è Exèrcit va resultar destruït al sud de Berlín. En aquells moments, el 2n Exèrcit polonès formava part del Front. Finalment, el 1r Ucraïnès oferí la defensa contra els contraatacs de l'Exèrcit Wenck que intentaven rellevar Berlín i el 9è Exèrcit.
El Front aconseguí la victòria en totes les operacions en què participà davant de la Wehrmacht. L'Ofensiva de Praga va ser la batalla final de la Segona Guerra Mundial.
Després de la Guerra, el Quarter General del Front formà el Grup Central de Forces de l'Exèrcit Roig a Àustria i Hongria, protegint el Teló d'Acer.

## Comandants
- General Nikolai F. Vatutin (octubre 1943-març 1944)
- Mariscal Gueorgui K. Júkov (març 1944-maig 1944)
- Mariscal Ivan S. Koniev (maig 1944-maig 1945)

## Exèrcits
Entre els exèrcits que van formar part del 1r Front Ucraïnès s'incloïen:
- 3r Exèrcit de la Guàrdia
- 13è Exèrcit de la Guàrdia
- 5è Exèrcit de la Guàrdia
- 2n Exèrcit polonès
- 52è Exèrcit
- 2n Exèrcit de l'Aire
- 3r Exèrcit Blindat de la Guàrdia
- 4t Exèrcit soviètic
- 28è Exèrcit soviètic
- 31è Exèrcit soviètic